# مارگریت دو ناوار
مارگِریت دو ناوار (به فرانسوی: Marguerite de Navarre) نویسنده و ملکه ناوار خواهر فرانسوای یکم، پادشاه فرانسه و همسر هانری دوم  بود.